# شركة ناكو للصناعات

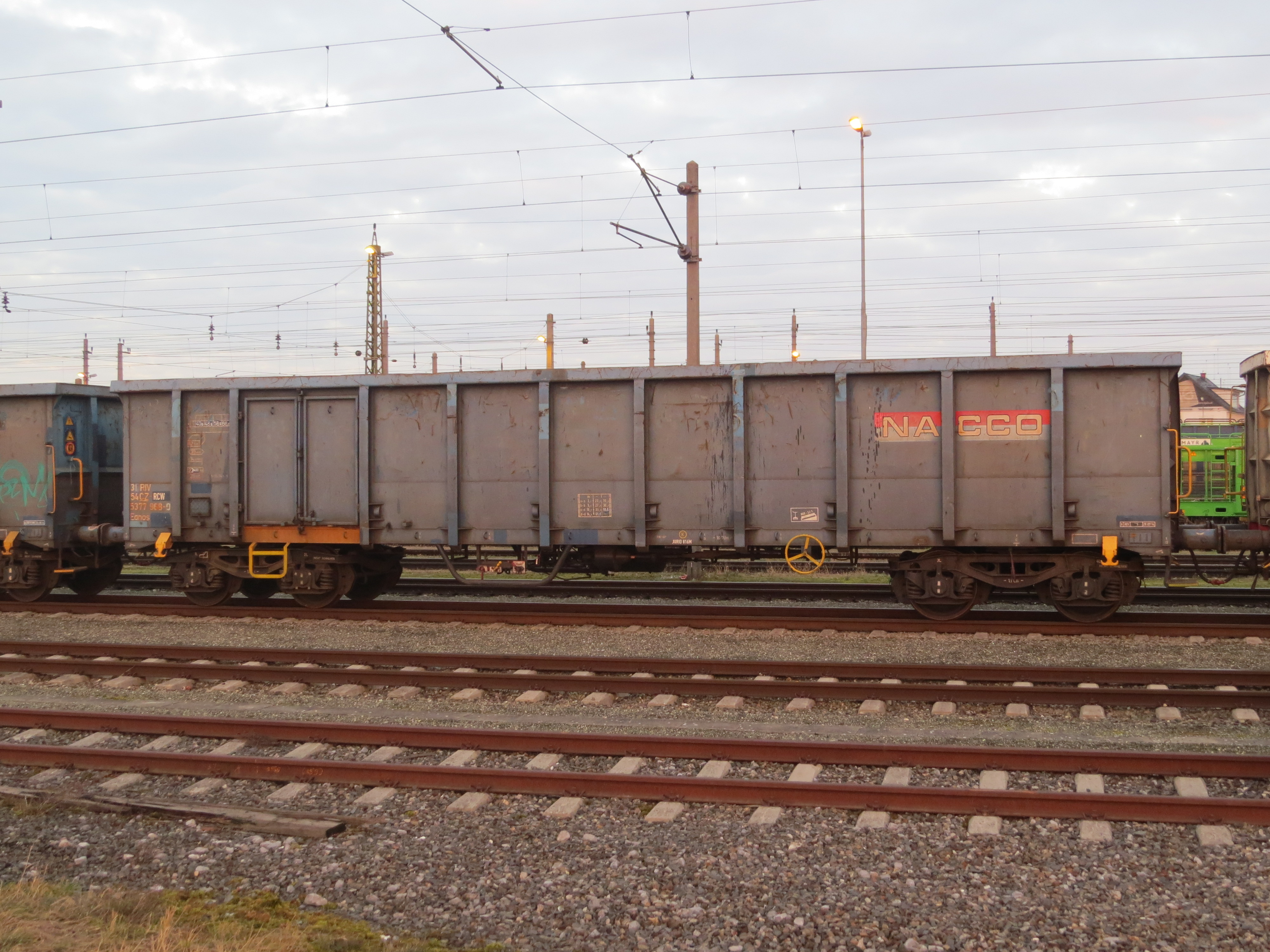
عربة NACCO في محطة القطار St. Valentin ، النمسا (2018)

ناكو للصناعات هي شركة أمريكية قابضة للتداول العام، ومقرها في كليفلاند ، أوهايو ، تعمل في مجال تعدين الفحم ، والأجهزة الصغيرة وتجارة التجزئة المتخصصة . الشركات التابعة لها تشمل شركة الفحم في أمريكا الشمالية .

## روابط خارجية
- الموقع الرسمي